# Iglesia de Nuestra Señora de los Ángeles (El Golf)
La Iglesia de Nuestra Señora de los Ángeles es un templo católico ubicado en el barrio El Golf, en la comuna de Las Condes de Santiago (Chile). Terminada de construir en diciembre de 1940, fue erigida en parroquia en 1943 y hasta el día de hoy es administrada por los padres asuncionistas. Es famosa por los óleos que adornan sus paredes, que fueron pintados por fray Pedro Subercaseaux o bajo su dirección. Popularmente es conocida como Iglesia del Golf o Iglesia El Golf.

## Acceso, actividades y horarios

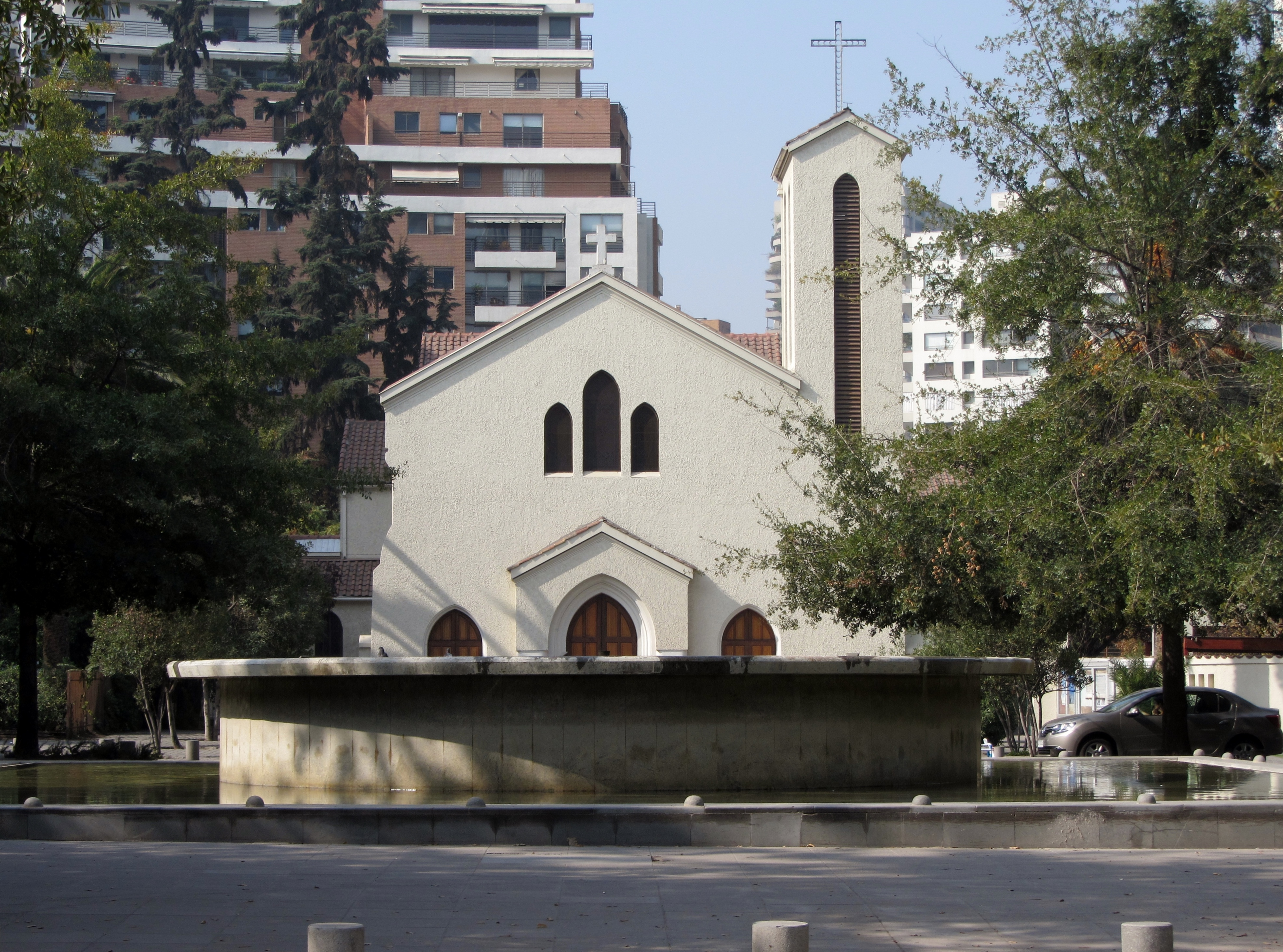
Fachada del templo de día

La forma más fácil de llegar a la iglesia utilizando transporte público es en el metro; hay que bajarse en Alcántara, salir a la acera norte y caminar hacia el poniente hasta la avenida El Golf; también sirve cualquier autobús que pase por Apoquindo. Para los que van en automóvil, la iglesia tiene un pequeño estacionamiento en el patio. La avenida Isidora Goyenechea desemboca en la de El Golf, justo frente al templo.
La Iglesia de Nuestra Señora de los Ángeles, ubicada en la avenida El Golf 155, brinda una serie de servicios religiosos. Hay misas diariamente, de lunes a viernes a las 8:00, 11:00 y 18:00; el sábado a las 11:00 y 17:00; el domingo a las 10:00; 12:00; y 18:00. Hay rezo del rosario de lunes a viernes antes de cada misa vespertina. La adoración al Santísimo en la Capilla de Adoración Perpetua es permanente 24 horas al dia, toda la semana.
Las puertas del templo permanecen abiertas de lunes a viernes de 7:00 a 12:00 y de 17:30 a 19:00; los sábados, de 8:00 a 12:30 y de 16:45 a 18:15; los domingo de 9:00 a 14:00 y de 17:00 a 19:30. Para aquellos que deseen rezar y meditar en otras horas, la Capilla de Adoración Perpetua del Santísimo permanece abierta todo el día; a ella se puede acceder por la derecha del tempo, pidiendo que le abran a través del sistema de comunicación directa con el control de seguridad. También es posible concertar las ceremonias de bautismo, matrimonio, eucaristía para enfermos, velatorios.

## Historia

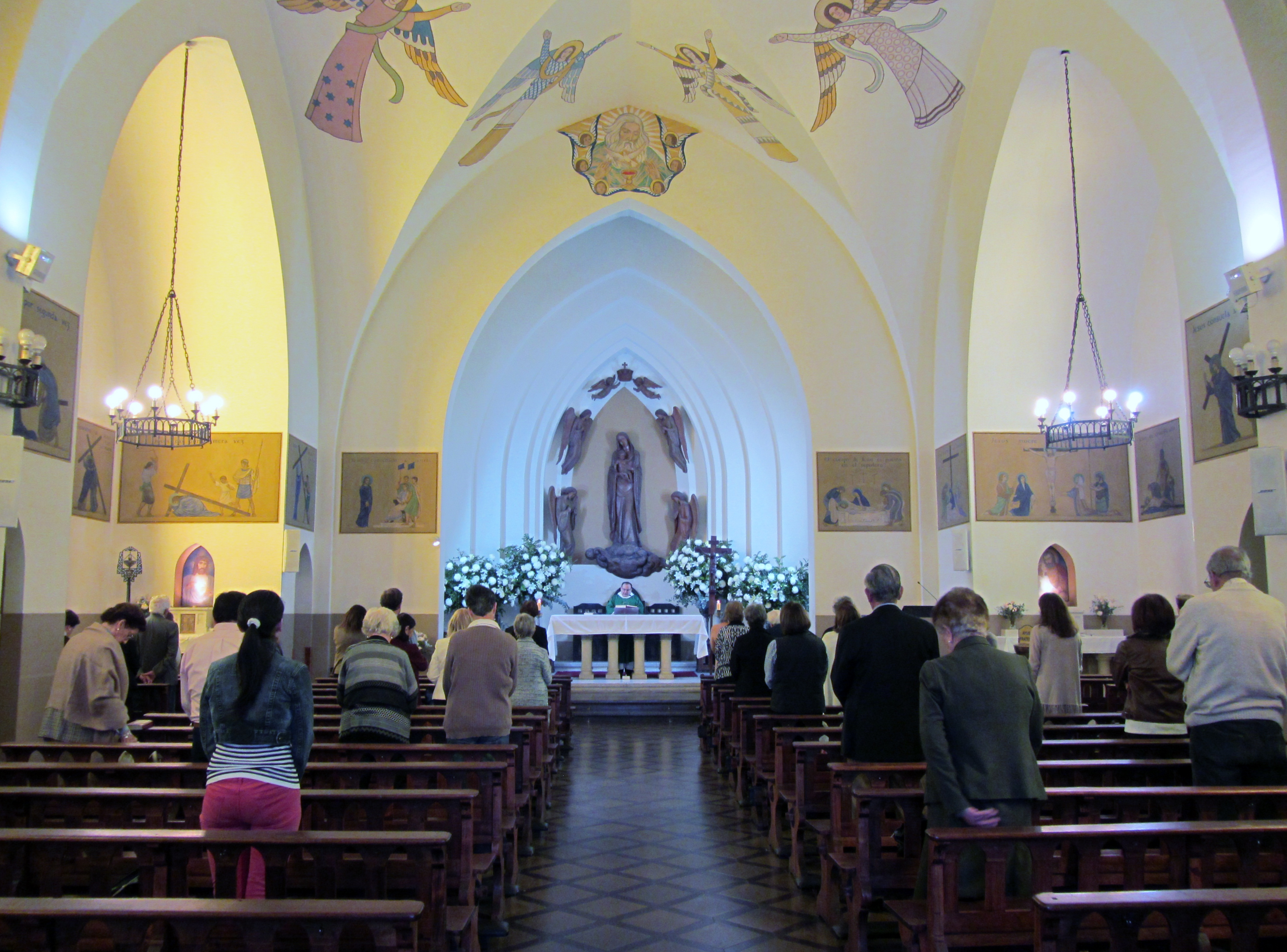
Interior

Este templo católico pudo ser construido gracias a la filántropa Loreto Cousiño de Lyon, quien donó a la Congregación de los Agustinos de la Asunción, más conocida como los padres asuncionistas, toda la manzana en forma de media luna que queda entre la calle que Nuestra Señora de los Ángeles y avenida El Golf.
La construcción fue financiada por la filántropa, que pidió que le dieran el nombre que ostenta y que encargó a fray Pedro Subercaseaux la decoración interior de la iglesia. Loreto Cousiño, hija de Luis Cousiño e Isidora Goyenechea y esposa de Ricardo Lyon, debido a su quebrantada salud, no llegó a conocer personalmente el templo que había donado.
Desde 1941 hasta 1968 también estuvo en este lugar el Seminario de los Padres Asuncionistas, en el que se formaron muchos sacerdotes que después cumplieron su misión apostólica no solo en Chile sino también otros países (como Argentina, Brasil, Colombia).
Cuando a fines de 1940 se terminó de construir la iglesia, el barrio tenía pocas casas; la mayoría de los terrenos eran potreros. Así, en los que había frente al templo se utilizaban para hacer maniobras de infantería que terminaban en el cerrito Navidad. En 1941, en la esquina de la actual avenida El Golf con Apoquindo se comenzó a construir un edificio para albergar la Nunciatura o embajada de la Santa Sede, obra que fue bendecida por el cardenal de Buenos Aires, Santiago Luis Copello, que viajó a Chile como delegado del Papa. Sin embargo, antes de que la mansión estuviera terminada, un nuevo nuncio la vendió junto con el terreno por considerar que «la ubicación era excéntrica, lejos de todo».
Esta lejanía del centro unido a la escasez de habitantes del barrio explica no hubiera necesidad, en un principio, de erigir la iglesia en parroquia. Sin embargo, la situación cambió rápidamente y tres años más tarde el número de vecinos había aumentado considerablemente, por lo que el Arzobispado de Santiago pidió a los asuncionistas que se hicieran responsables del templo como parroquia, cosa a la que un principio fueron reacios, ya que tenían que ocuparse ante todo de los seminaristas. En su nueva calidad de parroquia la iglesia fue consagrada oficialmente en 1943 por monseñor Augusto Salinas, posterior obispo de Linares, que en ese tiempo ejercía como obispo auxiliar de Santiago.
Años después, los asuncionistas lotearon una parte de la manzana que les pertenecía y la vendieron con el fin de edificar el nuevo noviciado de la Congregación.

## El templo y su ornamentación

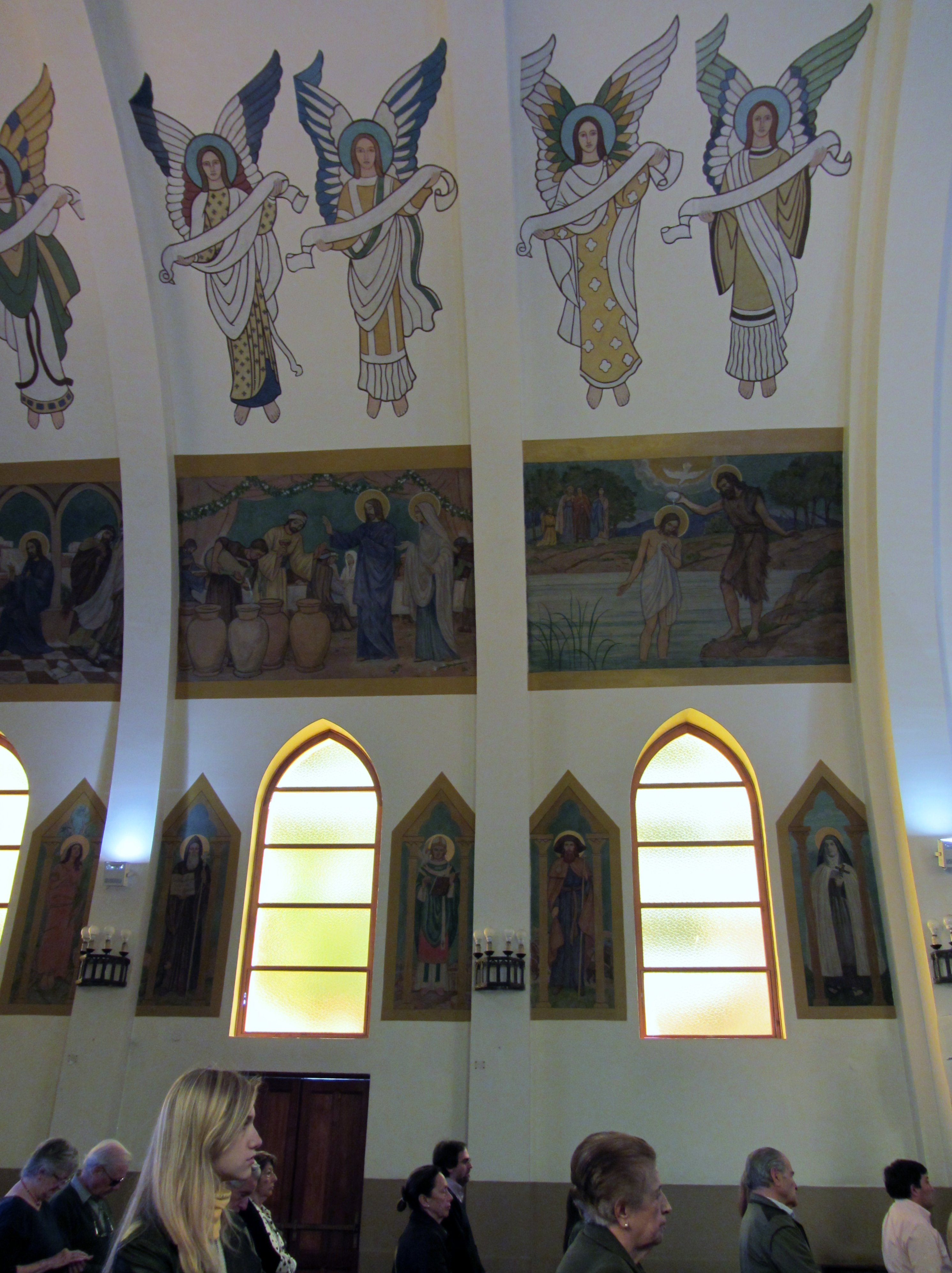
Ángeles, escenas evangélicas y santos

El arquitecto fue Óscar Mozó Merino, que optó por una iglesia de estilo ojival, simple, luminosa y centrada en lo esencial –el altar y el pequeño en un costado-, lo que, para una época en que los templos católicos solían estar recargados de santos, constituía una originalidad.
Fue Loreto Cousiño quien pidió que se le pusiera el nombre de Nuestra Señora de los Ángeles, denominación que se le dio a la Virgen María en Asís, en la iglesia de la Porciúncula. Sucede que la filántropa era terciaria franciscana y devota de san Francisco de Asís, lo que explica su deseo. Cada dos de agosto, Fiesta de la Porciúncula, los creyentes pueden ganar la indulgencia propia de esa festividad en la iglesia de El Golf.
A Loreto Cousiño se le deben también las pinturas que adornan la iglesia y que ella encargó a Pedro Subercaseaux, pintor que había estado casado con Elvira Lyon (prima de su marido) antes de que la pareja decidiera consagrarse a la vida religiosa, ella entrando en un convento y él haciéndose benedictino. Este hijo de diplomáticos, que había tenido su vocación en Asís y admiraba a san Francisco, aceptó la tarea aunque hubiera querido decorar una iglesia románica y no de estilo ojival, y pintar frescos, algo que a causa de su edad (había nacido en 1880) y sus achaques no podía hacer porque ello hubiera significado tener que subirse a andiamos y trabajar en posiciones incómodas. De ahí que optara por pintar lienzos, que después se pegaron a los muros, algo que el espectador normal no nota.

### Las pinturas

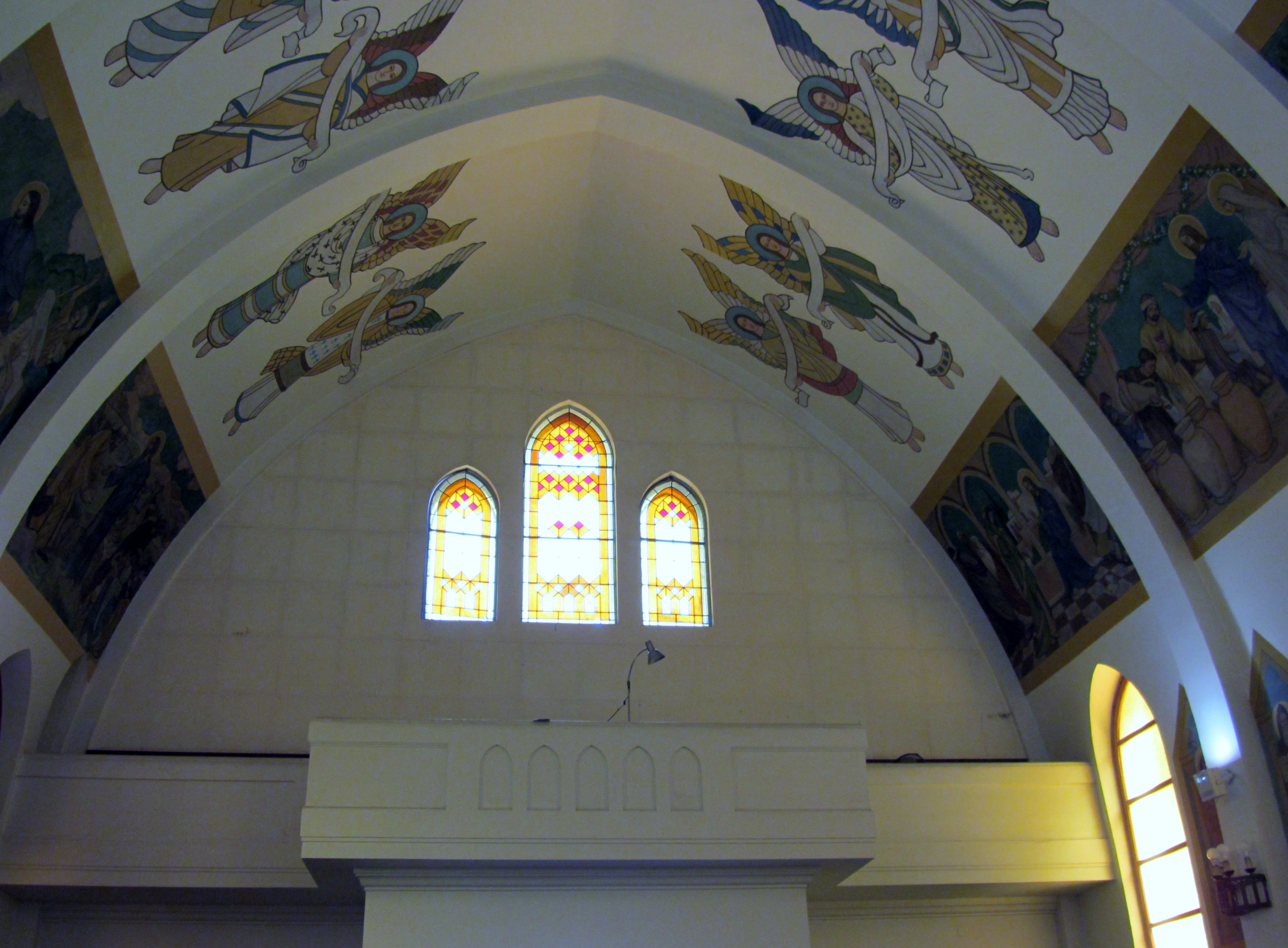
Vista hacia el coro, donde está el órgano electrónico

Todas las telas originales son del taller del padre Pedro Subercaseaux, pero no todas de su propia mano, pues fue ayudado por cuatro pintores: el padre Peter, entonces joven sacerdote estadounidense trapense, que hacía poco se había convertido del protestantismo al catolicismo; Luis Monje, exdirector del Museo de San Francisco; José Gracía, maestro en la Escuela de Arte de Burdeos, y Clarence Mundy, que posteriormente trabajó como retratista en Estados Unidos.
En las paredes, en los espacios entre las ventanas ojivales, hay 10 imágenes de santos de cuerpo entero (5 en cada muro) y sobre ellos, 6 escenas evangélicas (3 a cada lado); sobre cada una de estas, en la bóveda, un par de ángeles más otros 8 que forman una especie de ronda celestial en el crucero de la iglesia. Estos 20 ángeles tuvieron que ser retirados debido a daños causados a la bóveda por temblores, y solo después de las reparaciones correspondientes pudieron volver a su lugar. La última restauración de las pinturas de la iglesia estuvo a cargo de Hernán Ogaz, quien las realizó después del terremoto ocurrido a fines de febrero de 2010.

### Distribución
Entrando, en el muro derecho:
- Santa Rosa de Lima
- Santa Mónica, madre de San Agustín
- San Agustín: el nombre oficial de asuncionistas es Agustinos de la Asunción, quienes se regin por la Regla de San Agustín
- San Juan Evangelista
- San Pablo

Sobre ellos tres escenas evangélicas:
- Jesús multiplica los panes
- Jesús sana a los enfermos
- Jesús con Marta y María en casa de Lázaro

Entrando, en el muro izquierdo:
- Santa Filomena
- San Benito
- San Gregorio Magno
- Santiago apóstol

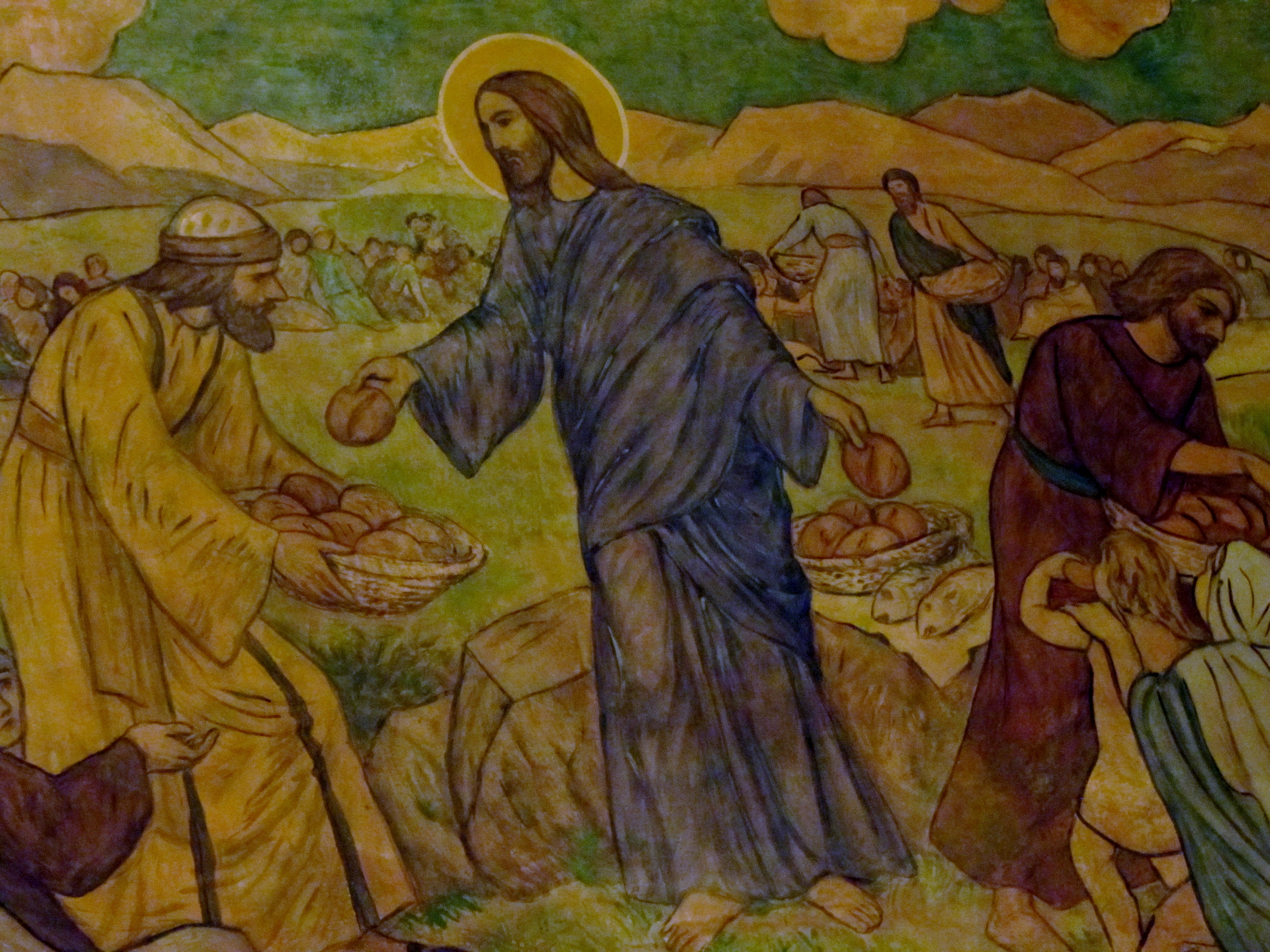
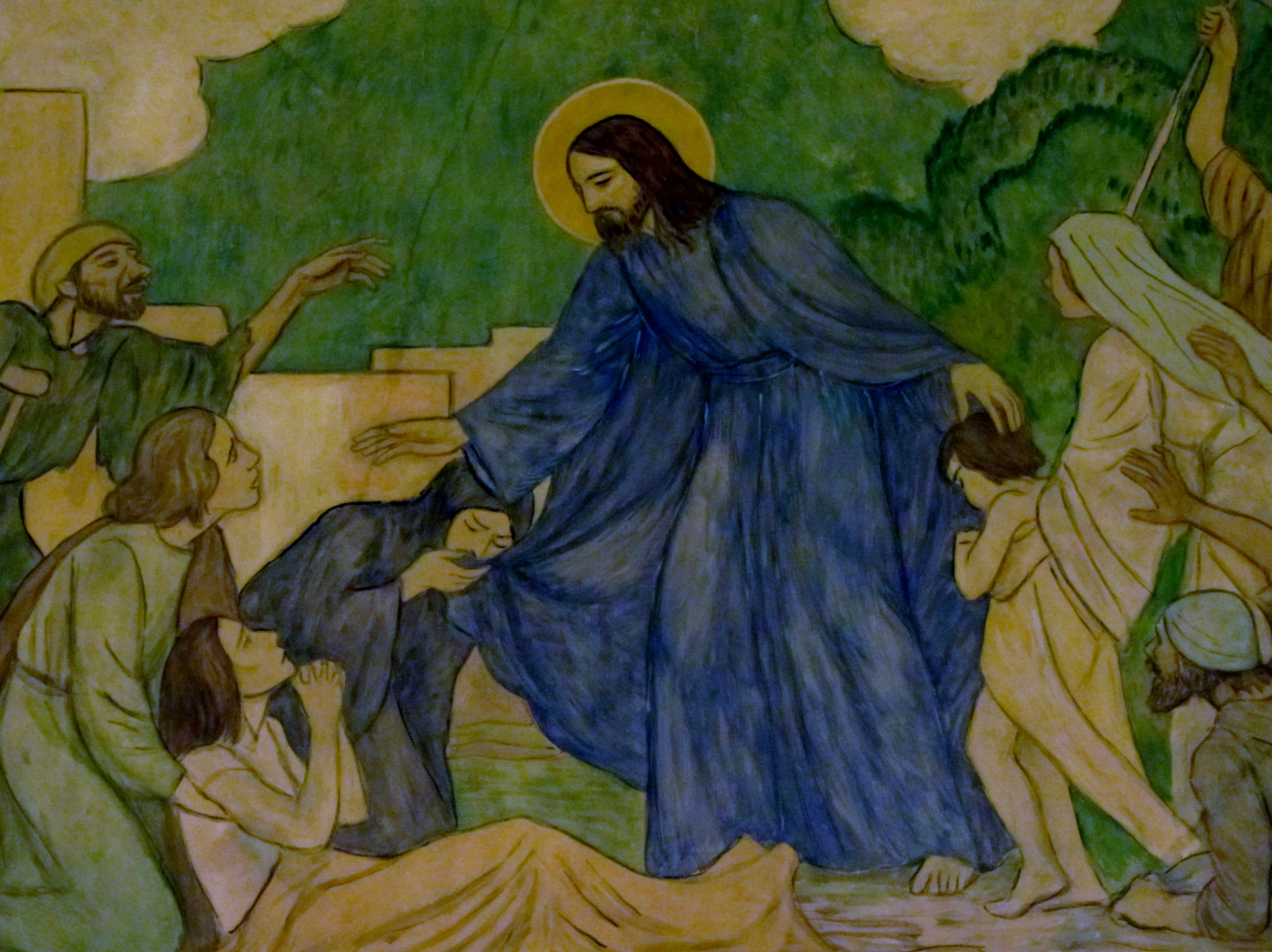
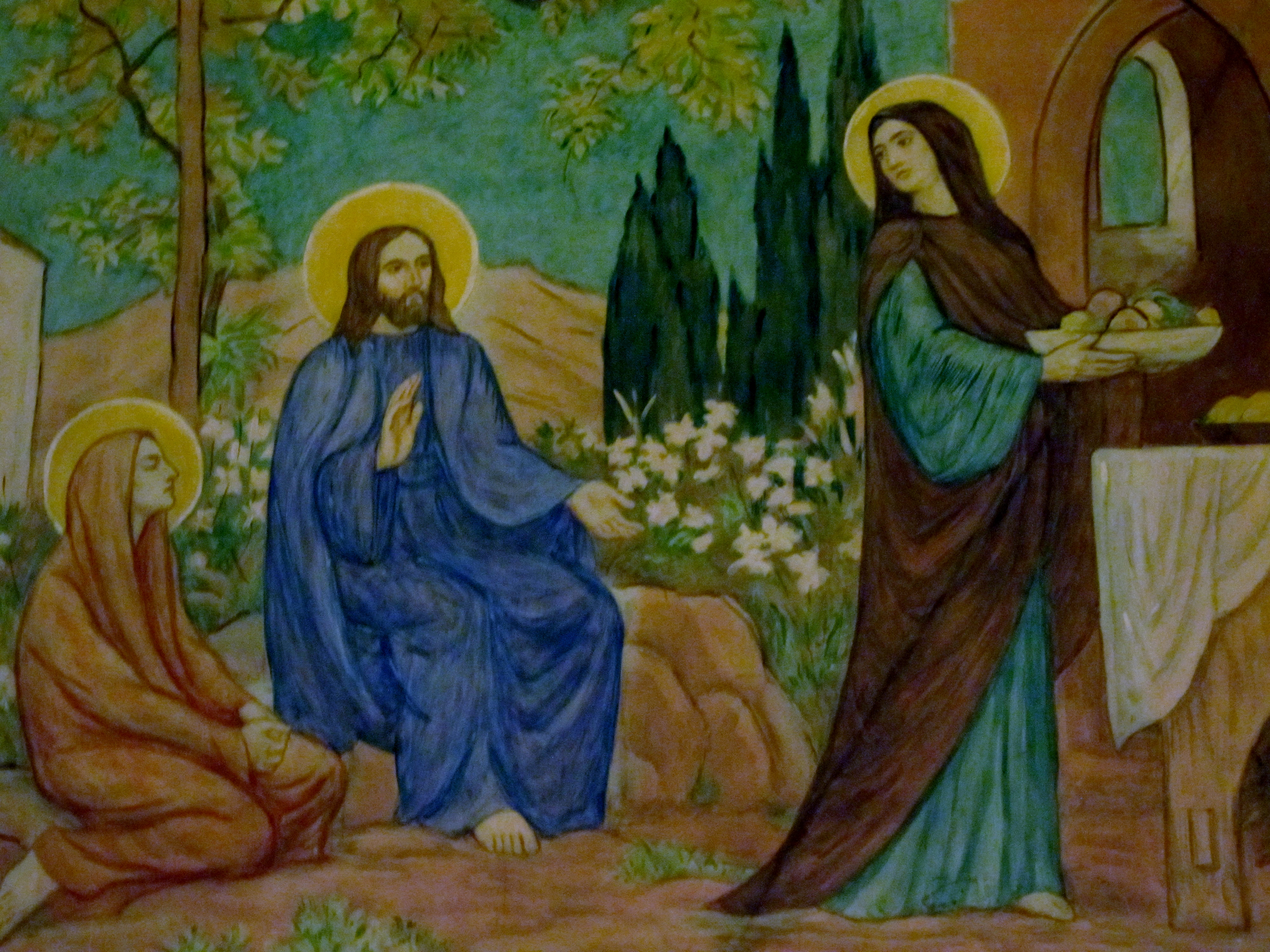

- Santa Teresa de los Andes. En su lugar había una tela de San Pedro, que fue retirada debido a los daños recibidos por una filtración del techo y después de restaurada la iglesia fue reemplazada por la imagen de la santa chilena

Escenas evangélicas:
- La mujer adúltera
- Las bodas de Caná
- Bautismo del Señor

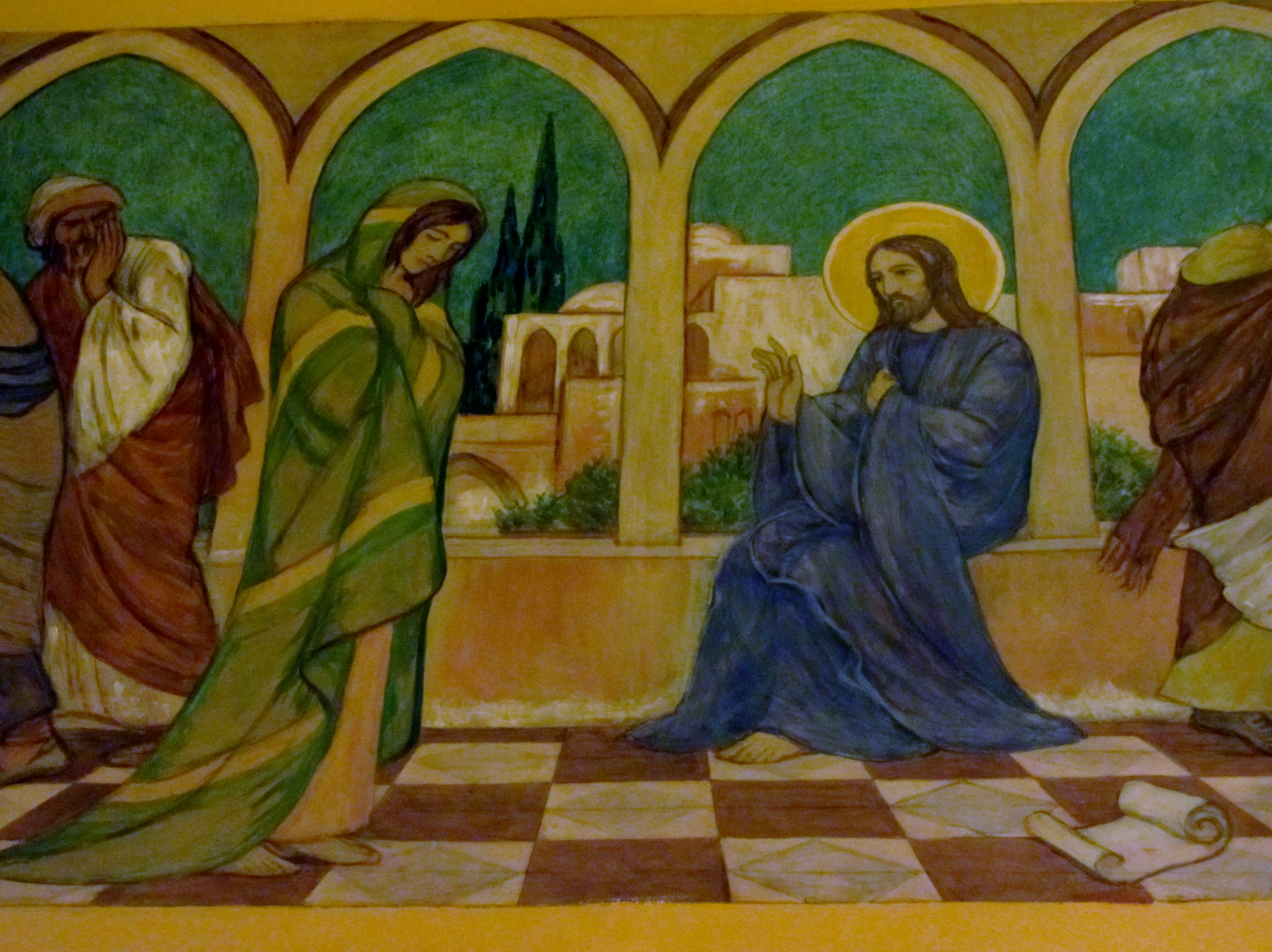
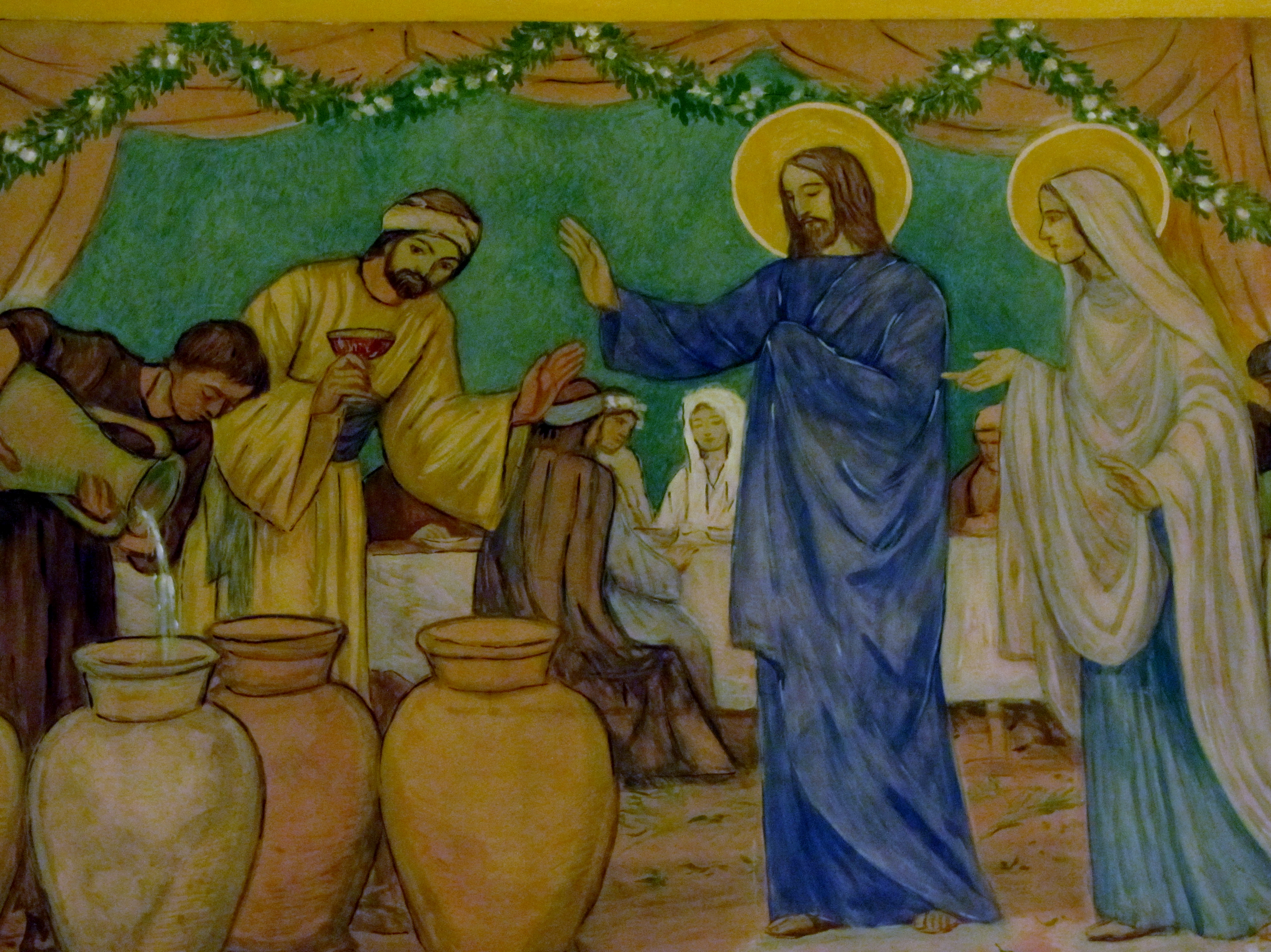
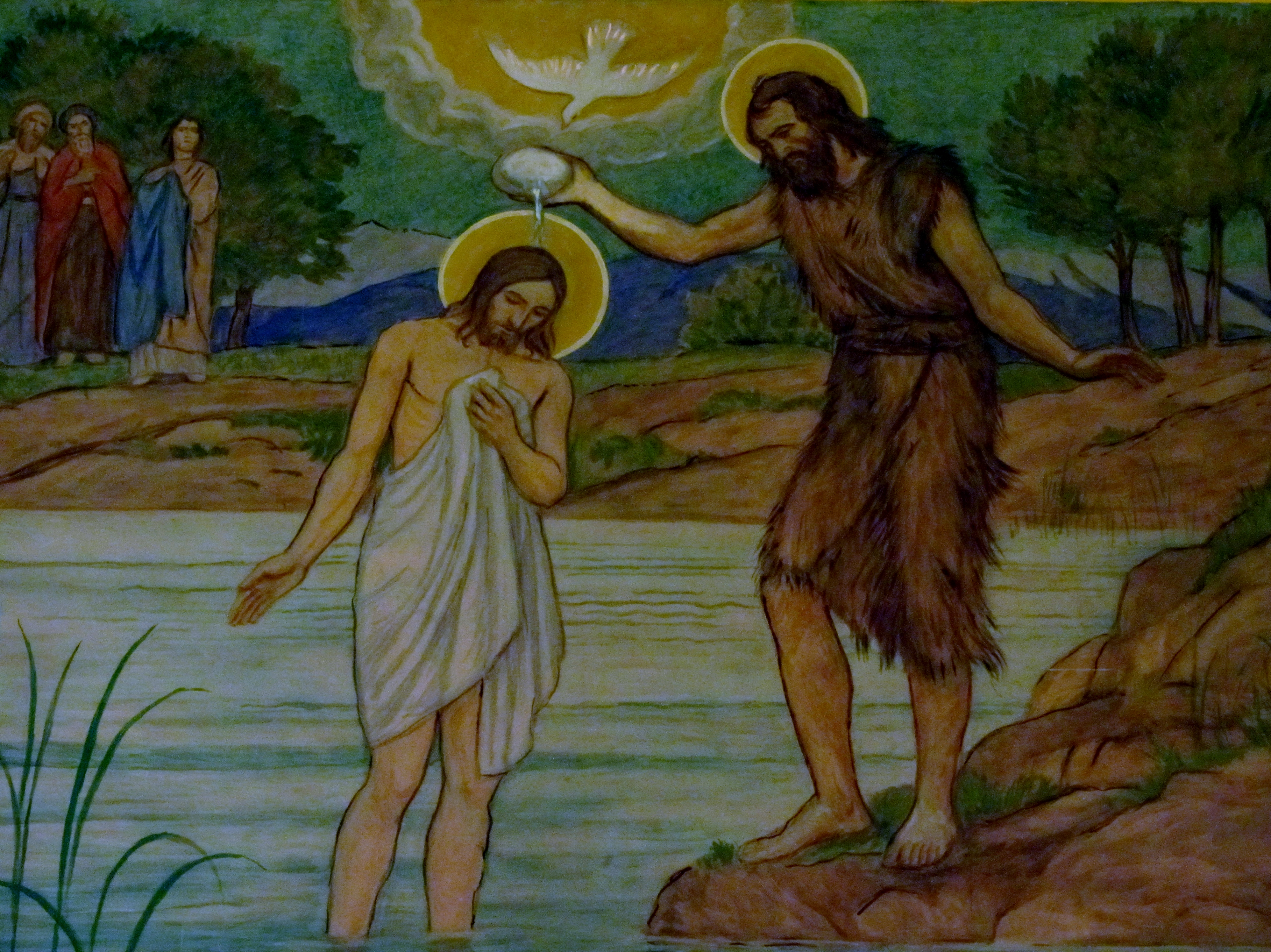

Luego vienen las estaciones del Vía Crucis, que fueron pintadas casi totalmente por el padre trapense Peter bajo la dirección de fray Pedro Subercaseaux.
Al lado derecho, en la pared frontal anterior a la entrada a la capilla del Sagrario, hay un San José con el niño Jesús, totalmente del pincel de Subercaseaux. Simétricamente, en el lado izquierdo, otra obra realizada íntegramente por el pintor fraile: una estampa del Sagrado Corazón de Jesús en el altar del Santísimo Sacramento.

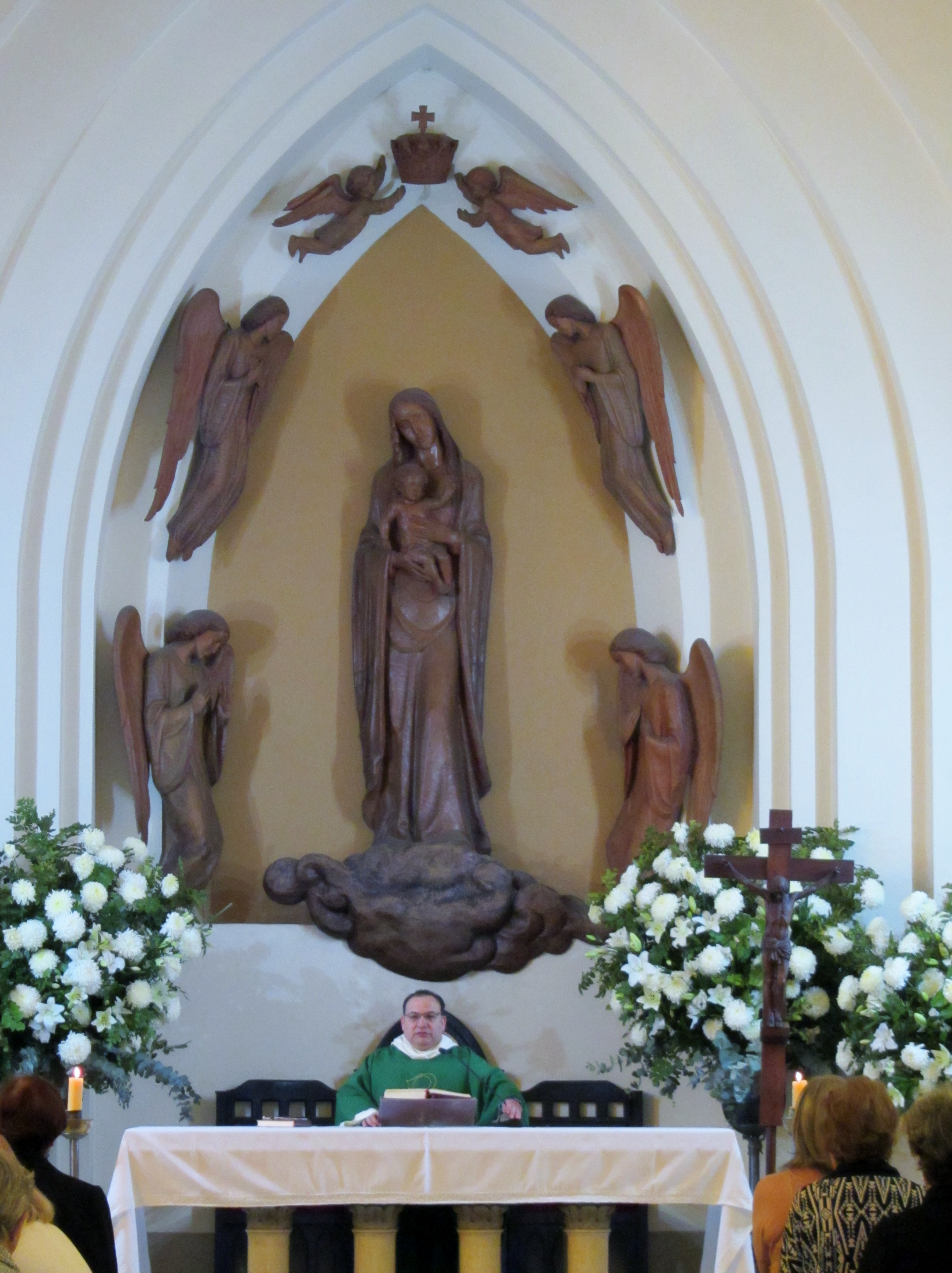
El altar mayor durante una misa; a la derecha se ve la copia de la Cruz de Velázquez; al fondo, Nuestra Señora de los Ángeles

El presbiterio, detrás del altar mayor, lo adorna una escultura en madera del alemán Peter Horn que representa a la Virgen, que tiene en sus brazos al Niño Jesús; está suspendida sobre una nube y rodeada de ángeles que la escoltan. Este conjunto escultórico fue colocado en 1954 en reemplazo de tríptico que había primeramente y que fue llevado a la parroquia de la plaza Ñuñoa. Junto al altar, a la derecha, hay de pie una copia del Cristo crucificado de Diego Velázquez, pero en madera (naranjo natural, sin pintura), escultura de autor anónimo encargada en 1924 a un taller de imágenes religiosas de Barcelona por el entonces nuncio apostólico en Chile, monseñor Aloiso Masella; desde aquella época el Cristo estuvo en casa de Teresa Salas de Huneeus, quien lo donó a la parroquia en 1963.
En la unión de los arcos del santuario hay una pintura que representa al Padre Eterno y que, como los ángeles, tuvo que ser retirada por un tiempo.

## Otros
A ambos lados del altar mayor hay dos capillas: la de la sacristía, a la izquierda, y a la derecha una capilla adicional.
En ese pasillo se encuentran diversas dependencias, como la secretaría, la biblioteca, dos velatorios; también da a la escalera que lleva al piso superior. Sus paredes están adornados por cerámicas que reproducen imágenes del padre Manuel d’Alzon, fundador de los asuncionistas, de los mártires de esta congregación, así como del santo chileno Alberto Hurtado, entre otros (encargados al taller de Jaime Torres Tapia); hay también una escultura de san Pío de Pietrelcina.
El órgano de la iglesia es un Hammond eléctrico, uno de los tres primeros que llegaron a Chile encargados desde Estados Unidos en 1940.

## Párrocos
- P. Marie Anger Gabory 1943-1944
- P. Isidoro Gayraud 1944-1945
- P. Jorge Neusch 1945-1947
- P. Humerto Palma 1947-1950
- P. Regis Escoubas 1950-1951
- P. Morand Ohrel 1951-1962
- P. Pedro Vargas 1962-1964
- P. Enrique Cortés 1964-1965
- P. Christian Le Meur 1965-1966
- P. Andrés Duret 1966-1968
- P. Stanislao Pytko 1968-1969
- P. Olivier d'Argouges 1969-1973
- P. Enrique Cortés 1973-1984
- P. Enrique Cortés 1993-2003
- P. Aldo Gajardo 2003-2006
- P. Marcelo Marciel 2006-2007
- P. Augusto Rojas 2007-2012
- P. Nelson Egaña 2012-2017[9]
- P. Pedro Pedraza 2017[9]
- P. Juan Carlos Giraldo 2017 - presente